# Favomancia
La favomancia es una forma de adivinación que se basa en arrojar alubias al suelo e interpretar los patrones que forman éstas al caer; es por lo tanto, un tipo de cleromancia. Varias formas de favomancia están presentes a través de las culturas del mundo. El término proviene de la Vicia faba que significa alubia Fava, y a través de la etimología culta, del latín faba por "alubia" y formado por analogía con los nombres de métodos similares de adivinación como alectromancia.
La favomancia fue practicada por videntes en Rusia, en particular, entre los Ubijos. Pueden existir todavía algunos métodos rusos de favomancia tras la salida de los Ubijos del Cáucaso en 1864, pero los detalles de cómo los adivinos Ubijos interpretaban exactamente los patrones formados por las alubias se han perdido . El término Ubijo para un adivino de favomancia (pxażayš') sencillamente significa "lanzador de alubia", y más tarde devino un sinónimo para todos los echadores de fortuna y videntes en general en aquella lengua.
En tradiciones musulmanas de Bosnia y Herzegovina, la favomancia se llama bacanje graha 'echas alubias' o falanje (del persa fal 'augurar'). El echador de fortuna coloca 41 alubias blancas en una superficie plana, dividiéndolas en grupos más pequeños usando un complejo conjunto de reglas. El número resultante de alubias en cada grupo se interpreta entonces como una señal favorable o desfavorable para los diferentes aspectos de la vida que representa cada uno de los grupos.
Tanto los métodos rusos como los bosnios son extraordinariamente similares, y probablemente comparten un origen común. Como el sistema no está presente en el Oeste, es posible que el origen podría hallarse en Oriente Medio. Un método similar existe en Irán, implicando cincuenta y tres guisantes.